# Hilgersdorfský mlýn
Hilgersdorfský mlýn čp. 54 v osadě Severní u Lobendavy v okrese Děčín je vodní mlýn, který stojí na Severním potoce. Od roku 1993 je chráněn jako nemovitá kulturní památka České republiky; předmětem ochrany je mlýn, sklípek, torzo hospodářského objektu a torzo oplocení.

## Historie
Mlýn pochází z počátku 19. století. Tvoří jej přízemní zděné stavení se zděným kolmým dvoupodlažním křídlem. Patro tohoto bočního křídla je hrázděné a má bedněné štíty. Před štítovým průčelím je polozapuštěný sklípek.